# Kristian Asmussen
Kristian Asmussen (Ramløse, 16 de abril de 1971) fue un jugador de balonmano danés que jugó como portero. Fue un componente de la Selección de balonmano de Dinamarca.
Con la selección ganó la medalla de bronce en el Campeonato Europeo de Balonmano Masculino de 2002 y en el Campeonato Europeo de Balonmano Masculino de 2006. En España jugó en el BM Altea.

## Clubes
- Team Helsinge ( -2001)
- GWD Minden (2001-2003)
- BM Altea (2003-2006)
- Nordsjaelland HB (2006-2009)
- Helsingborg HK (2009-2010)
- Skjern HB (2010-2012)
- Nordsjaelland HB (2012)
- SC Magdeburg (2012-2013) (cedido)
- Nordsjaelland HB (2013-2015)
- KIF København (2015-2016)